# Key Hole
Pour les articles homonymes, voir Keyhole.

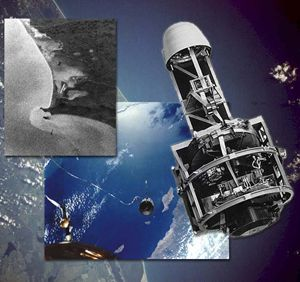
Images satellite et système d'imagerie stéréoscopique d'un satellite.

Key Hole (trou de serrure en français) est le nom de code de certains satellites espions américains successeurs du programme Corona.
Il y en a actuellement officieusement quatre en orbite héliosynchrone. Ils sont désignés sous les sigles KH-11 et KH-12. Leur structure peut être comparée à celle du télescope spatial Hubble, avec en particulier un miroir de grand diamètre. Leur masse est de l'ordre de 20 tonnes.